# Parafia Narodzenia Najświętszej Maryi Panny i św. Jana Apostoła we Włocławku
Parafia Narodzenia NMP i św. Jana Apostoła i Ewangelisty we Włocławku – parafia rzymskokatolicka 
w dekanacie włocławskim II.
Została ustanowiona dekretem bpa Jana Zaręby z dnia 10 marca 1984, ogłoszonym w uroczystość Zwiastowania Pańskiego w 1984.
Parafialnymi patronami są: Najświętsza Maryja Panna oraz Jan Ewangelista, autor Apokalipsy.

## Duszpasterze
- proboszcz: ks. kan. Roman Żerkowski (od 2017), dziekan dekanatu włocławskiego II
- wikariusz: ks. Łukasz Płóciennik (od 2023)

## Kościoły
- kościół parafialny: Kościół Narodzenia Najświętszej Marii Panny i św. Jana Apostoła i Ewangelisty we Włocławku

## Historia parafii

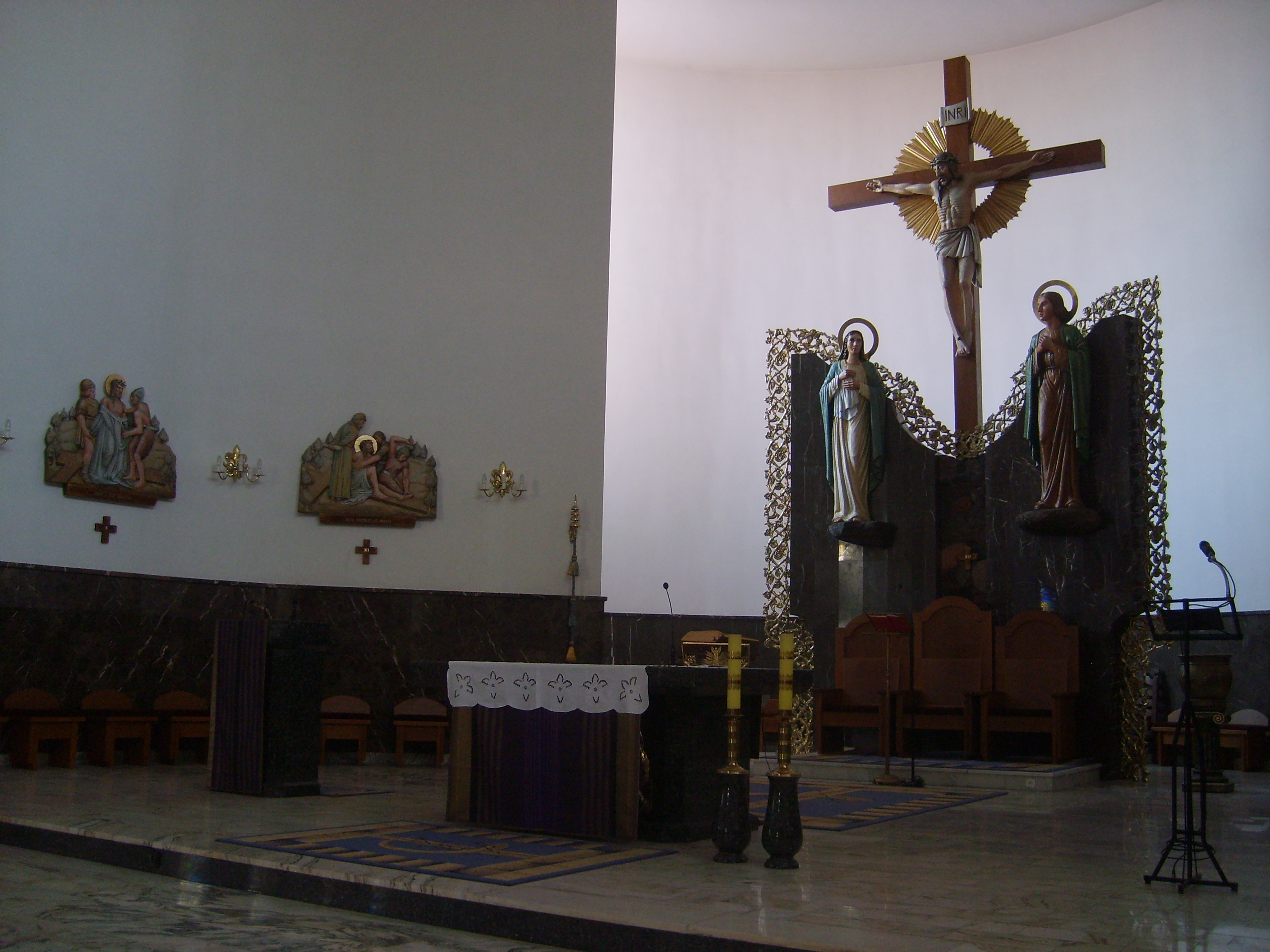
Wnętrze Kościoła

Parafia Narodzenia NMP i Św. Jana Apostoła i Ewangelisty we Włocławku jest drugą – nową parafią utworzoną z parafii św. Stanisława na Osiedlu Południe we Włocławku. Erygowana dekretem ks. bpa Jana Zaręby z dnia 10 marca 1984 roku, który został ogłoszony w dniu Zwiastowania NMP – 25 marca 1984 r.
Projekt zagospodarowania terenu przygotowanego przez ówczesnego proboszcza parafii Św. Stanisława - ks. Leonarda Karolewskiego, przewidywał budowę kościoła, plebanii i domu katechetycznego, którego parter stał się tymczasową kaplicą, a piętro - mieszkaniem dla księży. Architekturę nowej świątyni opracował mgr inż. Jerzy Kociołowicz, projekt konstrukcyjny wykonał inż. Tomasz Kowalewski.  W dniu 27 lipca 1986 r. nowo powstała parafia otrzymała zezwolenie na budowę świątyni, a już 12 sierpnia 1986 roku rozpoczęto wykopy pod fundamenty kościoła. Kamień węgielny – pochodzący z krypty kościoła Narodzenia NMP w Jerozolimie – wmurował dnia 18 września 1988 r. ks. bp Henryk Muszyński. Pierwszą w historii parafii wizytację kanoniczną przeprowadził w dniach 3–4 czerwca 1989 r. ks. bp Czesław Lewandowski – ówczesny sufragan włocławski. W dniu 20 października 1993 roku oddano do użytku boczną nawę kościoła, która przez sześć lat służyła jako kaplica.
25 marca 2001 r. miała miejsce konsekracja kościoła nowej świątyni pod przewodnictwem Ordynariusza diecezji ks. bpa Bronisława Dembowskiego. Koncelebrantami byli ks. bp Stanisław Gębicki i ks. bp Czesław Lewandowski.
29 października 2003 r. nowy pasterz diecezji, ks. bp Wiesław Mering poświęcił ołtarz boczny z obrazem Jezusa Miłosiernego, a 22 marca 2005 r. dokonał Wizytacji Kanonicznej parafii. 24 maja 2009 r. parafia Narodzenia Najświętszej Maryi Panny i św. Jana Apostoła i Ewangelisty uroczyście obchodziła Jubileusz 25-lecia swego istnienia. Uroczystościom przewodniczył pasterz diecezji.

## Grupy parafialne
- Liturgiczna Służba Ołtarza (Ministranci)
- Apostolat Maryjny
- Neokatechumenat
- Chór
- Duchowa Adopcja
- Koła Różańcowe

## Obszar parafii
(Jednostka E - bloki) 
- ul. Gajowa, ul. Kapitulna, ul. Zygmunta Krasińskiego, ul. Stanisława Moniuszki, ul. Cypriana Kamila Norwida, ul. Robotnicza, ul. Marii Skłodowskiej-Curie, ul. Henryka Wieniawskiego, ul. Stanisława Wyspiańskiego, ul. Żurawia
- os. Południe (domki) ul. Bagienna, ul. Błotna, ul. Borowska (część), ul. gen. Jana Henryka Dąbrowskiego, ul. Marii Dąbrowskiej, ul. Gajowa, ul. Henryka Hubala-Dobrzańskiego, ul. Jastrzębia, ul. Jelonkowa, ul. Jowiszowa, ul. Kapitulna, ul. Marii Konopnickiej, ul. Janusz Korczaka, ul. Krucza, ul. Kryniczna, ul. Księżycowa, ul. Marsa, ul. Merkurego, ul. Witold Mystkowskiego, prezydenta, ul. Jana Nagórskiego, ul. Neptuna, ul. Stanisława Noakowskiego, ul. Elizy Orzeszkowej, ul. Bolesława Prusa, ul. Robotnicza, ul. Saturna, ul. Słoneczna, ul. Słowicza, ul. Stawowa, ul. mjr. Henryka Sucharskiego, ul. Jerzego Szajnowicza-Iwanowa, Szczygla, ul. Szuwarowa, ul. Trzcinowa, ul. Wenus, ul. Wiejska, ul. Wilcza, ul. Wodna, ul. Wspólna, ul. Zacisze, ul. Izabeli Zbiegniewskiej, yul. Zgodna, ul. Ziębia, ul. Żurawia i ul. Żwirki i Wigury

## Budynek kościoła parafialnego
Projekt świątyni jest autorstwa Jerzego Kociołowicza. Jej część - nawę boczną udostępniono wiernym 20 października 1993 roku, zaś w listopadzie 1999 roku rozpoczęto odprawianie nabożeństw w nowym kościele. Jest on trójnawowy z półkolistym prezbiterium. Konstrukcja żelbetowa, ściany i wieża w kształcie spirali murowane z czerwonej cegły. Posadzka w nawach i schody wejściowe z granitu, zaś w prezbiterium krzyż z figurą Chrystusa, Matki Boskiej Bolesnej i św. Jana autorstwa rzeźbiarza Jana Funka z Krakowa. Posadzka jest marmurowa. Wewnątrz na uwagę zasługują stacje Drogi Krzyżowej, witraże z pracowni Elżbiety i Andrzeja Bednarskich z Rypina oraz kopia obrazu Matki Boskiej z Guadelupe. Na przykościelnym placu stoją krzyż i figury: Matki Boskiej Bolesnej i świętego Jana - Apostoła i Ewangelisty

## Plan budynku kościoła
Legenda:
1 - Nawa główna
2 - Nawa boczna
3 - Nawa boczna/kaplica z ołtarzem bocznym
4 - Kruchta/Wejście główne
5 - Prezbiterium z ołtarzem głównym
6 - Zakrystia
7 - Kaplica adoracji z wystawianym Najświętszym Sakramentem
8 - Wejście boczne

### Prezbiterium

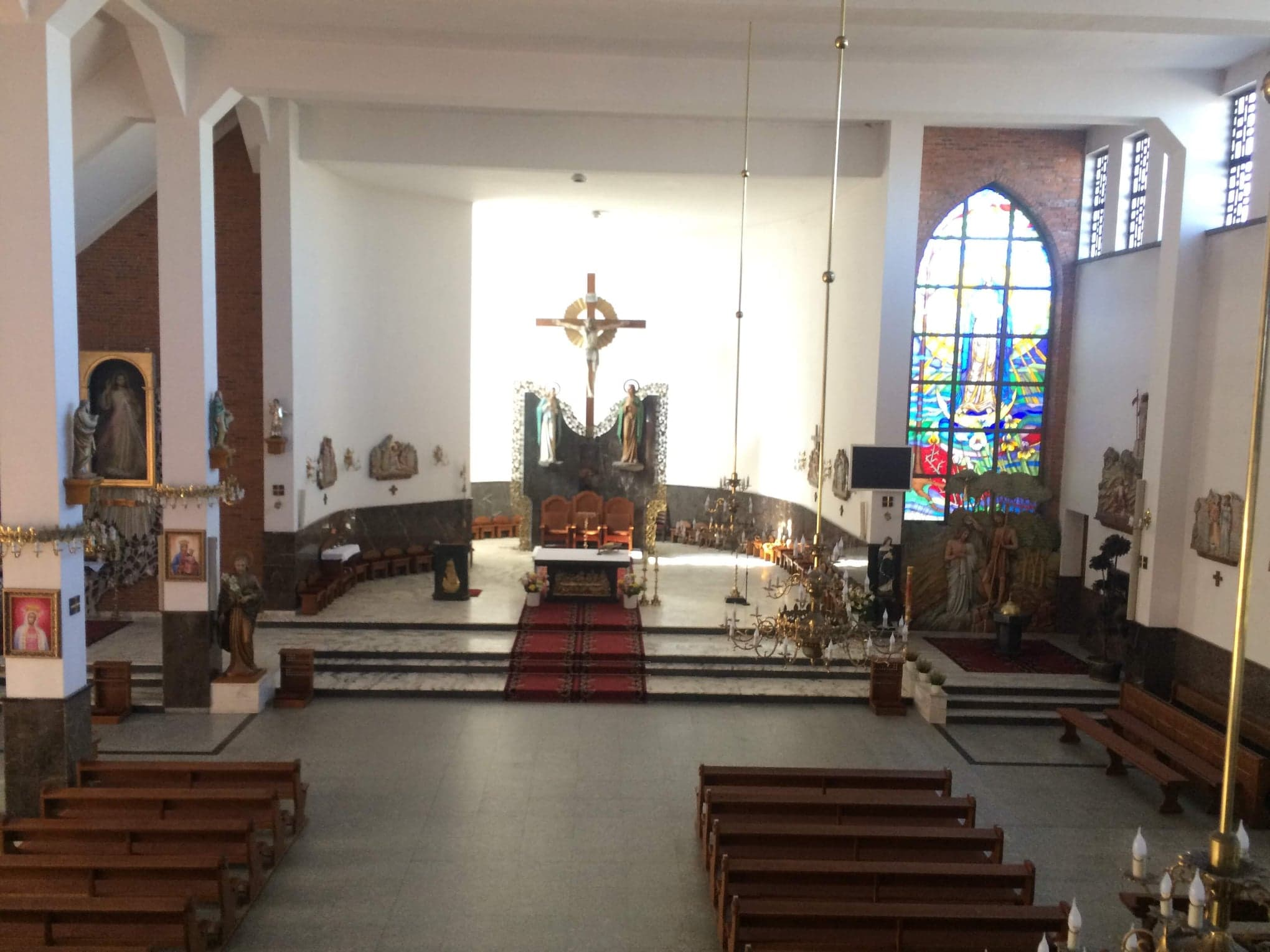
Widok nawy głównej, bocznej oraz prezbiterium

W prezbiterium znajdują się ołtarz, ambona oraz krzyż, znajdujący się w centrum prezbiterium wraz z obudową, na której umiejscowione są figurki NMP oraz św. Jana Apostoła i Ewangelisty (patronów parafii). 

### Nawa główna
W przejściu między nawą główną a jedną z naw znajduje się figura św. Józefa. W tymże przejściu jest także wejście na chór, na którym znajdują się organy oraz ustawiona jest figura św. Piotra.  W rogu, pomiędzy nawami a prezbiterium postawiona jest chrzcielnica. Jest tam także zamontowany obraz z drewna przedstawiający Chrzest Pański. Nad nim został umieszczony główny witraż przedstawiający Wniebowzięcie NMP.

### Nawa boczna pierwsza
W nawie bocznej na samym przodzie, obok prezbiterium umiejscowione jest tabernakulum z Najświętszym Sakramentem. Tabernakulum otacza wielkie drzewo wraz z obrazem Jezusa Miłosiernego oraz relikwiami siostry Faustyny Kowalskiej. Na ścianie zamykającej cały budynek zostały umiejscowione witraże, których jest 9: przedstawiają one tajemnice światła różańca świętego. Między witrażami a tabernakulum jest wejście/wyjście, które prowadzi także do kaplicy adoracji i zakrystii. 

### Nawa boczna druga
Jest to nawa, która jest częściowo oddzielona od nawy głównej przeszkloną ścianą. Nawa ta w okresie budowy nawy głównej odgrywała rolę kościoła i przez ten czas była w niej odprawiana eucharystia, dlatego też, w tejże nawie znajduje się ołtarz, krzyż, figurka Matki Boskiej, oraz tabernakulum. Również w tej nawie, co rok, w święta Wielkiejnocy budowana jest ciemnica. 